# Asamblea Permanente de Entidades Gremiales Empresarias
La Asamblea Permanente de Entidades Gremiales Empresarias (APEGE) fue una agrupación de federaciones empresariales de la Argentina fundada en agosto de 1975 . Dejó de funcionar a partir de 1977. Su creación estuvo relacionada  con el Golpe de Estado del 24 de marzo de 1976, que produjo el advenimiento de la dictadura militar, llamada Proceso de Reorganización Nacional (1976-1983) y a la que brindó un total y amplio apoyo.
La APEGE estaba integrada por el Consejo Empresario Argentino (CEA), la Sociedad Rural Argentina, la Unión Comercial Argentina, la Cámara Argentina de la Construcción, la Cámara Argentina de Comercio, la Federación Económica de la Provincia de Buenos Aires, Confederaciones Rurales Argentinas, la Cámara de Sociedades Anónimas, la Asociación de Industriales Metalúrgicos de Rosario y la Copal (alimentación).
El 16 de febrero de 1976 la APEGE organizó un lockout o huelga general empresaria, la única de la historia argentina, que es considerada como el inicio de la cuenta regresiva del golpe de Estado que derrocó a la presidenta María Estela Martínez.
Con posterioridad al golpe cívico-militar del 24 de marzo de 1976, muchos de sus dirigentes pasaron a ser funcionarios del sangriento régimen dictatorial. Su último acto fue una solicitada de apoyo al gobierno militar realizada en 1977, en el aniversario del golpe de Estado.